# Brooke Austin
Brooke Irene Austin (Indianapolis, 12 februari 1996) is een voormalig tennisspeelster uit de Verenigde Staten van Amerika.

## Loopbaan
Austin begon op zesjarige leeftijd met het spelen van tennis.
In 2016 speelde zij samen met Kourtney Keegan haar eerste grandslamwedstrijd op het damesdubbelspeltoernooi van het US Open. In de eerste ronde verloren zij van hun landgenotes Asia Muhammad en Taylor Townsend. Eerder won zij samen met Keegan het nationale NCAA-damesdubbel-kampioenschap.

## Resultaten grandslamtoernooien
| Legenda | Legenda                          |
| ------- | -------------------------------- |
| g.t.    | geen toernooi gehouden           |
| l.c.    | lagere categorie                 |
| –       | niet deelgenomen                 |
| G       | uitgeschakeld in de groepsfase   |
| 1R      | uitgeschakeld in de eerste ronde |
| 2R      | uitgeschakeld in de tweede ronde |
| 3R      | uitgeschakeld in de derde ronde  |
| 4R      | uitgeschakeld in de vierde ronde |
| KF      | uitgeschakeld in de kwartfinale  |
| HF      | uitgeschakeld in de halve finale |
| F       | de finale verloren               |
| W       | het toernooi gewonnen            |
| w-v     | winst/verlies-balans             |

### Enkelspel
geen deelname

### Dubbelspel
| Toernooi        | 2016 |
| --------------- | ---- |
| Australian Open | –    |
| Roland Garros   | –    |
| Wimbledon       | –    |
| US Open         | 1R   |

## Privé
Austin studeert aan de Universiteit van Florida.